# Hapsidodesmus rutilatus
Hapsidodesmus rutilatus är en mångfotingart som beskrevs av Hoffman 2005. Hapsidodesmus rutilatus ingår i släktet Hapsidodesmus och familjen Gomphodesmidae. Inga underarter finns listade i Catalogue of Life.